# Mihail Kogălniceanu (Tulcea)
Mihail Kogălniceanu é uma comuna romena localizada no distrito de Tulcea, na região de Dobruja. A comuna possui uma área de 140.16 km² e sua população era de 3277 habitantes segundo o censo de 2007.